# Nyssia zonalpina
Nyssia zonalpina är en fjärilsart som beskrevs av Bretschneider 1953. Nyssia zonalpina ingår i släktet Nyssia och familjen mätare. Inga underarter finns listade i Catalogue of Life.